# Плоская печать
Пло́ская печа́ть в полиграфии — способ печати, использующий формы, на которых печатающие и пробельные элементы расположены в одной плоскости и различаются лишь физико-химическими свойствами.
Основой для форм плоской печати, как правило, служат металлические листы (пластины) — однослойные в случае монометаллических форм и многослойные в случае биметаллических. Для изготовления формы пластина покрывается светочувствительным слоем и засвечивается через фотоформу, используемую в качестве шаблона. В настоящее время вместо засвечивания через фотоформу используются лазерные машины, управляемые компьютером (computer-to-plate). Затем экспонированную пластину подвергают химическому или электролитическому травлению, в результате которого участки, играющие роль печатающих элементов, приобретают свойство гидрофобности (олеофильности), а участки, соответствующие пробельным элементам, становятся гидрофильными. При попадании на такую, предварительно увлажненную форму, краска задерживается лишь на печатающих элементах.
В полиграфической промышленности на базе данного принципа функционирует большинство машин офсетной печати, реже используется способ ди-лито (плоская печать без промежуточного звена). В изобразительном искусстве данная концепция реализована в литографии.

## Виды плоской печати
- Литография — способ печати, при котором краска под давлением переносится с плоской печатной формы на бумагу.
- Фототипия — безрастровый способ плоской печати полутоновых иллюстраций (с высокой точностью) с помощью печатной формы — стеклянной или металлической пластины со светочувствительным слоем фотографической желатины, на который с негатива копируется воспроизводимое изображение.
- Офсетная печать — технология печати, предусматривающая перенос краски с печатной формы на запечатываемый материал не напрямую, а через промежуточный офсетный цилиндр. Соответственно, в отличие от прочих методов печати, изображение на печатной форме делается не зеркальным, а прямым.